# Oxynoemacheilus mediterraneus
Oxynoemacheilus mediterraneus és una espècie de peix pertanyent a la família dels balitòrids i a l'ordre dels cipriniformes.

## Etimologia
L'epítet mediterraneus fa referència a la seua distribució per la conca mediterrània de Turquia.

## Descripció
La femella fa 6,7 cm de llargària màxima i el mascle 5,8. 3 espines i 7 radis tous a l'aleta dorsal. 3 espines i 5 radis tous a l'anal. Aletes pectorals amb 1 espina i 10-11 radis tous. Pelvianes amb 2 espines i 7-7 radis tous. Aleta caudal forcada. Línia lateral contínua.

## Hàbitat i distribució geogràfica
És un peix d'aigua dolça, demersal i de clima subtropical, el qual viu a Turquia: la conca del llac Eğirdir (Anatòlia Central) i els rius Küpü i Aksu, els quals desguassen a la badia d'Antalya. Viu tant als corrents d'aigües ràpides com en aigües estancades amb substrat de grava o fang.

## Observacions
És inofensiu per als humans, el seu índex de vulnerabilitat és baix (17 de 100) i les seues principals amenaces són la construcció de preses, la disminució de precipitacions a causa del canvi climàtic i la contaminació i l'extracció d'aigua.